# 桜島桟橋通停留場
桜島桟橋通停留場（さくらじまさんばしどおりていりゅうじょう）は鹿児島県鹿児島市小川町にある鹿児島市電の停留場。鹿児島市電1系統と2系統が使用する。
駅名の通り、桜島桟橋（鹿児島港の桜島フェリーターミナル）の最寄駅である。

## 歴史
- 1914年（大正3年）12月20日：鹿児島電気軌道により滑川停留場として設置。
- 1928年（昭和3年）7月1日：鹿児島市電気局に移管。
- 1933年（昭和8年）1月26日：鹿児島市交通課に移管。
- 1943年（昭和18年）5月5日：廃止。
- 1962年（昭和37年）12月1日：鹿児島市交通局の停留場として再設。
- 1967年（昭和42年）1月1日：桜島桟橋通停留場に改名。

## 構造
- 2面2線の相対式ホーム。地上駅。各のりばは電車が通過しない限りいつでも行き来できる。
- 両のりばに電車接近表示機及びアナウンスがある。
- 両のりばとも車椅子の使用は可。但し、電動車椅子はホーム幅が規定に足りないため不可。
- 無人駅で、乗車券などの販売は行っていない。
- 2020年2月1日から翌年3月26日までの間は終点の鹿児島駅前停車場が改築工事のため供用停止となっており、暫定的に当停留所から発着していた[1][2]。その際、停留所の先にある鹿児島駅前公園の付近にある振り分けのポイントから公園敷地の鹿児島駅方終端付近までの上下線を引上げ線として利用し、乗客を降ろした折返しの車両をここで待機させ車両の運用を行っていた。

### のりば
- 1系統 - 天文館、郡元、谷山方面
- 2系統 - 天文館、鹿児島中央駅、神田（交通局前）、郡元方面
- 1系統 - 鹿児島駅前方面
- 2系統 - 鹿児島駅前方面

## 利用状況
| 年度   | 1日平均 乗降人員 |
| ------ | ---------------- |
| 2011年 | 1,212            |
| 2012年 | 1,227            |
| 2013年 | 1,250            |
| 2014年 | 1,246            |
| 2015年 | 1,265            |

## 周辺
- 鹿児島湾
- 桜島桟橋（鹿児島港）
- 南洲神社
- 西郷南洲顕彰館
- 鹿児島銀行上町支店
- 鹿児島小川郵便局
- JR九州バス「桜島桟橋」停留所

## バス路線
鹿児島交通と鹿児島市営バス、南国交通、JR九州バス（北薩線）が水族館口バス停又は鹿児島駅前バス停から発着している。
（下記は各系統の行先）
水族館口バス停
| 水族館口バス停（上り） |                        |              |            |
| 種別・系統番号         | 経由地                 | 行先         | 運行       |
| 1                      |                        | 鹿児島駅前   | 鹿児島交通 |
| 2                      | 鹿児島駅前             | 水族館前     | 鹿児島交通 |
| 2                      | 鹿児島駅前             |              | 鹿児島交通 |
| 4                      |                        | 鹿児島駅前   | 鹿児島交通 |
| 6-3                    |                        | 鹿児島駅前   | 鹿児島交通 |
| 11                     |                        | 鹿児島駅前   | 鹿児島交通 |
| 16                     |                        | 鹿児島駅前   | 鹿児島交通 |
| 17                     |                        | 鹿児島駅前   | 鹿児島交通 |
| 19                     |                        | 鹿児島駅前   | 鹿児島交通 |
| 23                     |                        | 鹿児島駅前   | 鹿児島交通 |
| 水族館口バス停（下り） |                        |              |            |
| 種別・系統番号         | 経由地                 | 行先         | 運行       |
| 1                      | 県庁前・平川           | 平川星和台   | 鹿児島交通 |
| 2                      | 騎射場・谷山駅前       | 動物園       | 鹿児島交通 |
| 4                      | 鹿児島中央駅・脇田     | イオン鹿児島 | 鹿児島交通 |
| 4                      | 鹿児島中央駅・イオン   | 慈眼寺団地   | 鹿児島交通 |
| 6-3                    | 県庁前・新和田橋       | 慈眼寺団地   | 鹿児島交通 |
| 11                     | 鹿児島中央駅・南高校前 | イオン鹿児島 | 鹿児島交通 |
| 17                     | 鹿児島中央駅・桜ヶ丘   | 桜ヶ丘東口   | 鹿児島交通 |
| 19                     | 鹿児島中央駅・桜ヶ丘   | 桜ヶ丘5丁目  | 鹿児島交通 |
| 23                     | 騎射場・県庁前         | 鴨池港       | 鹿児島交通 |

鹿児島駅前バス停
| 鹿児島駅前バス停（上り） |                        |              |            |
| 種別・系統番号           | 経由地                 | 行先         | 運行       |
| 2                        |                        | 水族館前     | 鹿児島交通 |
| 鹿児島駅前バス停（下り） |                        |              |            |
| 種別・系統番号           | 経由地                 | 行先         | 運行       |
| 1                        | 県庁前・平川           | 平川星和台   | 鹿児島交通 |
| 2                        | 騎射場・谷山駅前       | 動物園       | 鹿児島交通 |
| 4                        | 鹿児島中央駅・脇田     | イオン鹿児島 | 鹿児島交通 |
| 4                        | 鹿児島中央駅・イオン   | 慈眼寺団地   | 鹿児島交通 |
| 6-3                      | 県庁前・新和田橋       | 慈眼寺団地   | 鹿児島交通 |
| 11                       | 鹿児島中央駅・南高校前 | イオン鹿児島 | 鹿児島交通 |
| 17                       | 鹿児島中央駅・桜ヶ丘   | 桜ヶ丘東口   | 鹿児島交通 |
| 19                       | 鹿児島中央駅・桜ヶ丘   | 桜ヶ丘5丁目  | 鹿児島交通 |
| 23                       | 騎射場・県庁前         | 鴨池港       | 鹿児島交通 |

## 隣の停留場
鹿児島市交通局
鹿児島市電1系統・2系統
鹿児島駅前停留場 - 桜島桟橋通停留場 - 水族館口停留場
- かつて当停留場と鹿児島駅前停留場の間に和泉屋町停留場があった。